# Nucula schencki
Nucula schencki – gatunek małża należącego do podgromady pierwoskrzelnych.
Muszla wielkości: długość 0,2 cm, szerokość 0,17 cm, średnica 0,1 cm. Występuje na głębokości od 13 do 45 metrów. Są rozdzielnopłciowe, bez zaznaczonych różnic płciowych w budowie muszli. Odżywiają się planktonem oraz detrytusem.
Występuje w Ameryce Północnej i Ameryce Środkowej od Zatoki Kalifornijskiej po Meksyk.